# Юльевская гора (заповедный массив)
Юльевская гора (укр. Юлівська гора) — заповедный массив (заказник) и часть Карпатского биосферного заповедника, расположенный на территории Береговского района Закарпатской области (Украина). 
Площадь — 176 га.

## История
20 октября 1974 года был создан ботанический заказник Юльевская гора, позже вошедший в состав Карпатского биосферного заповедника.

## Описание
Юльевская гора — наименьший по площади массив Карпатского заповедника, расположенный в долине реки Тиса восточнее села Дюла и ограниченный на востоке государственной границей с Румынией.

## Природа
Местоположение Юльевской горы и соответственно климатические условия — ключевой фактор формирования растительности — самое теплое место в Украинских Карпатах. Преобладают в заповедном массиве буково-дубовые леса, дубравы дуба скального (Quércus pétraea) и дуба Далешампа (Quercus dalechampii). Также тут расположены ареалы редких для региона видовː липа пушистая (Tilia tomentosa) и дуб бургундский. В травяном покрове преобладают лесостепные виды.